# Elnath
Elnath (Beta Tauri, β Tau) – druga co do jasności gwiazda w gwiazdozbiorze Byka (wielkość gwiazdowa: 1,65m), odległa od Słońca o około 134 lata świetlne.

## Nazwa
Tradycyjna nazwa gwiazdy, Elnath, pochodzi od arabskiego ‏النطح‎ an-naţħ, „bodący”, co wiąże się z jej położeniem na końcu jednego z rogów sylwetki Byka, choć pierwotnie odnosiła się do gwiazd gwiazdozbioru Barana. Nazwa była też zapisywana w formie El Nath lub Al Nath.
Gwiazda znajduje się na granicy gwiazdozbiorów Byka i Woźnicy; w Almageście Ptolemeusza przedstawiała prawą stopę Woźnicy, a w katalogu Bayera była oznaczona także jako Gamma Aurigae (γ Aur). Po ustaleniu granic gwiazdozbiorów w 1930 roku została jednoznacznie powiązana z Bykiem, a alternatywne oznaczenie wyszło z użycia. Międzynarodowa Unia Astronomiczna formalnie zatwierdziła użycie nazwy Elnath dla określenia tej gwiazdy.

## Charakterystyka obserwacyjna
Z jasnych gwiazd nieba Elnath jest najbliżej antycentrum Galaktyki, co znaczy, że znajduje się obecnie dalej od centrum Galaktyki niż Słońce. Leży w pobliżu ekliptyki, więc może być zakrywana przez Księżyc. Zakrycia takie jednak widoczne są głównie z południowej półkuli Ziemi, ponieważ gwiazda leży na północnej krawędzi strefy zakrywanej przez Księżyc. Najbliższa seria zakryć rozpocznie się 7 września 2023 roku.
Absolutna wielkość gwiazdowa Elnath to −1,42m.

## Właściwości fizyczne
Jest to niebieskobiała gwiazda, olbrzym należący do typu widmowego B7. Ma temperaturę około 13 600 K i jasność prawie 700 razy większą niż jasność Słońca (po uwzględnieniu emisji w ultrafiolecie). Gwiazda ta ma osobliwy skład chemiczny, odbiegający od słonecznego – ma m.in. 25 razy więcej manganu, ale zaledwie 1/8 słonecznej zawartości wapnia i magnezu. Te cechy są związane z separacją pierwiastków w atmosferze przez promieniowanie i ciążenie. Elnath ma masę około 4,5 masy Słońca, a jego promień według modeli fizyki gwiazd i starszych pomiarów jest 4,6 razy większy od promienia Słońca (wartość ta nie jest pewna, nowszy pomiar sugeruje, że promień jest o 35% większy). Na swej drodze ewolucyjnej gwiazda zeszła już z ciągu głównego, stając się olbrzymem, a w ciągu kilku milionów lat przeistoczy się w większego i chłodniejszego pomarańczowego olbrzyma.
Washington Double Star Catalog wymienia osiem optycznych towarzyszek tej gwiazdy.